# Bačka Topola (nádraží)
Bačka Topola (srbsky Бачка Топола) je železniční stanice na trati Bělehrad–Subotica v severní části Srbska, v autonomní oblasti Vojvodina. Její adresa je Boška Buhe 2. Nachází se ve východní části města.
Stanice má celkem 5 kolejí. Má také dvě nástupiště, která jsou spojena se staniční budovou podchody.
Nádraží bylo vybudováno v roce 1883. Ačkoliv se jedná o jednu z nejstarších stanic na území Srbska, není památkově chráněná. V třetí dekádě 21. století se uskutečnila v souvislosti s celou železniční tratí jeho obnova, která má být dokončena na jaře 2025. Původní staniční budova zůstala zachována.